# Massive Range
De Massive Range is een bergketen van de Canadian Rockies, gesitueerd in het zuidwestelijke gebied van de Bowvallei in Banff National Park, Canada.
De bergketen omvat de volgende bergen en pieken:
- Mount Brett (2.984 m)
- Pilot Mountain (2.935 m)
- Mount Bourgeau (2.930 m)
- Massive Mountain (2.435 m)